# Vlag van Normandië
De vlag van Normandië is de vlag van de Franse regio Normandië en in huidige vorm al sinds de 11e eeuw in gebruik.
De traditionele provincievlag met twee leeuwen wordt gebruikt in beide voormalige regio's van Frankrijk: Basse-Normandie en Haute-Normandie. Het is gebaseerd op het wapenontwerp dat door middeleeuwse herauten werd toegeschreven aan Willem de Veroveraar, uiteindelijk gerelateerd aan het 12e-eeuwse wapen van het Huis van Anjou.
De rode vlag met twee luipaarden heeft in het Normandisch de bijnaam les p'tits cats "de kleine katten". De vlag kan echter ook andere namen dragen. De versie met drie luipaarden (in het Normandisch bekend als les treis cats, "de drie katten") kan ook worden gezien, die is gebaseerd op het wapen van Richard I van Engeland. Het wapen De gueules aux deux léopards d'or, armés et lampassés d'azur, passant l'un sur l'autre (Gules twee luipaarden passant gardant in bleke of gewapend en loom azuur) werd beschreven door Jacques Meurgey in 1941.
In 1939 ontwierp Jean Adigard des Gautries de vlag van Saint Olaf, een Noordse kruisvlag geïnspireerd op het pauselijk kruis gedragen op een standaard door Willem de Veroveraar. De Mouvement Normand nam deze vlag over in de jaren 1970 en wordt onofficieel gebruikt door sommige verenigingen en individuen, vooral diegenen die geïnteresseerd zijn in de Vikingoorsprong van de Noormannen, hoewel de Noormannen ook van Keltische (Belgae en Galliërs) en continentaal Germaanse (Franken) oorsprong zijn. Een vlag die de Saint-Olaf en de P'tit Cats combineert, het Croix de Falaise (Kruis van Falaise) genoemd, kan soms worden gezien.

Wapen toegeschreven aan Willem de Veroveraar (1066-1087).
Vlag met twee luipaarden
Vlag met drie luipaarden
Vlag met het Scandinavisch kruis
Vlag met het kruis en luipaarden

Naast deze vlag is er een logovlag in gebruik, evenals voor voormalige regio's Basse-Normandie en Haute-Normandie.

Vlag met logo
Vlag van Basse-Normandie met logo
Vlag van Haute-Normandie met logo

## Kanaaleilanden
De drie luipaarden worden gebruikt door sommige verenigingen en individuen, vooral door degenen die de hereniging van de regio's steunen. Jersey en Guernsey gebruiken drie luipaarden in hun nationale symbolen.

Wapen van Guernsey
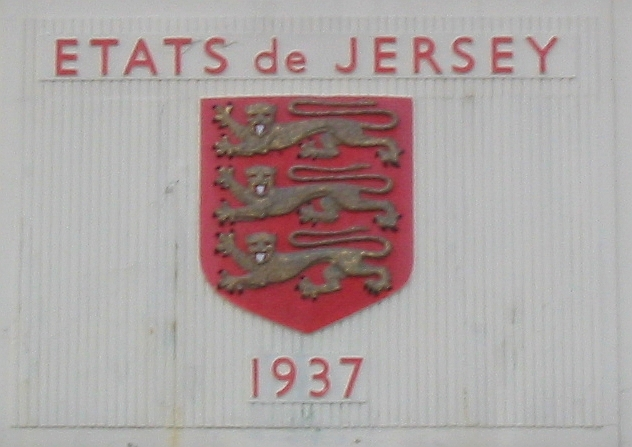
Wapen van Jersey
Vlag van Jersey
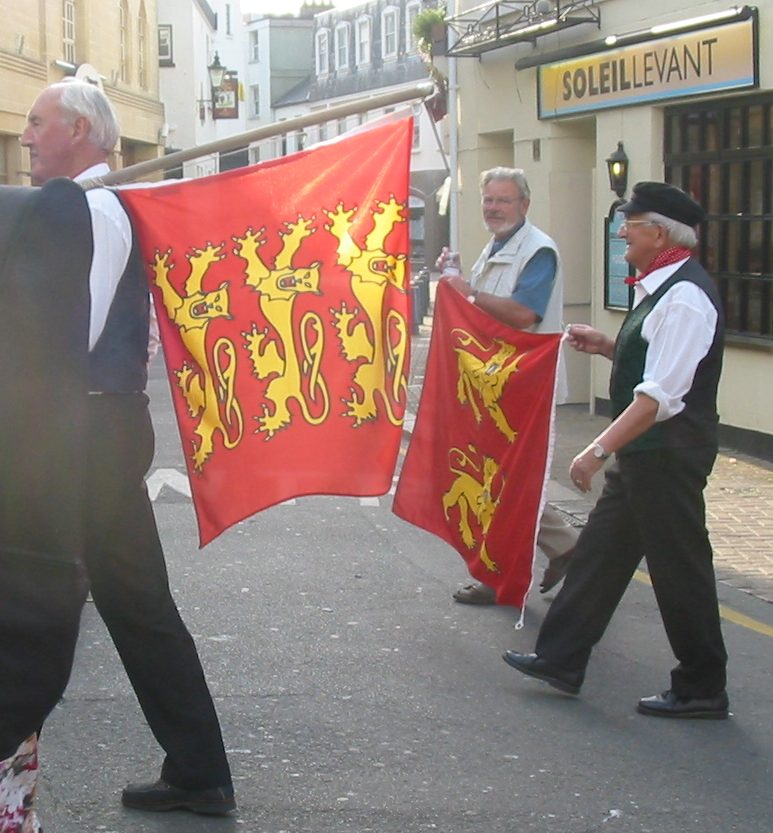
Vlaggen met twee en drie luipaarden op een Normandisch talenfestival in Jersey.
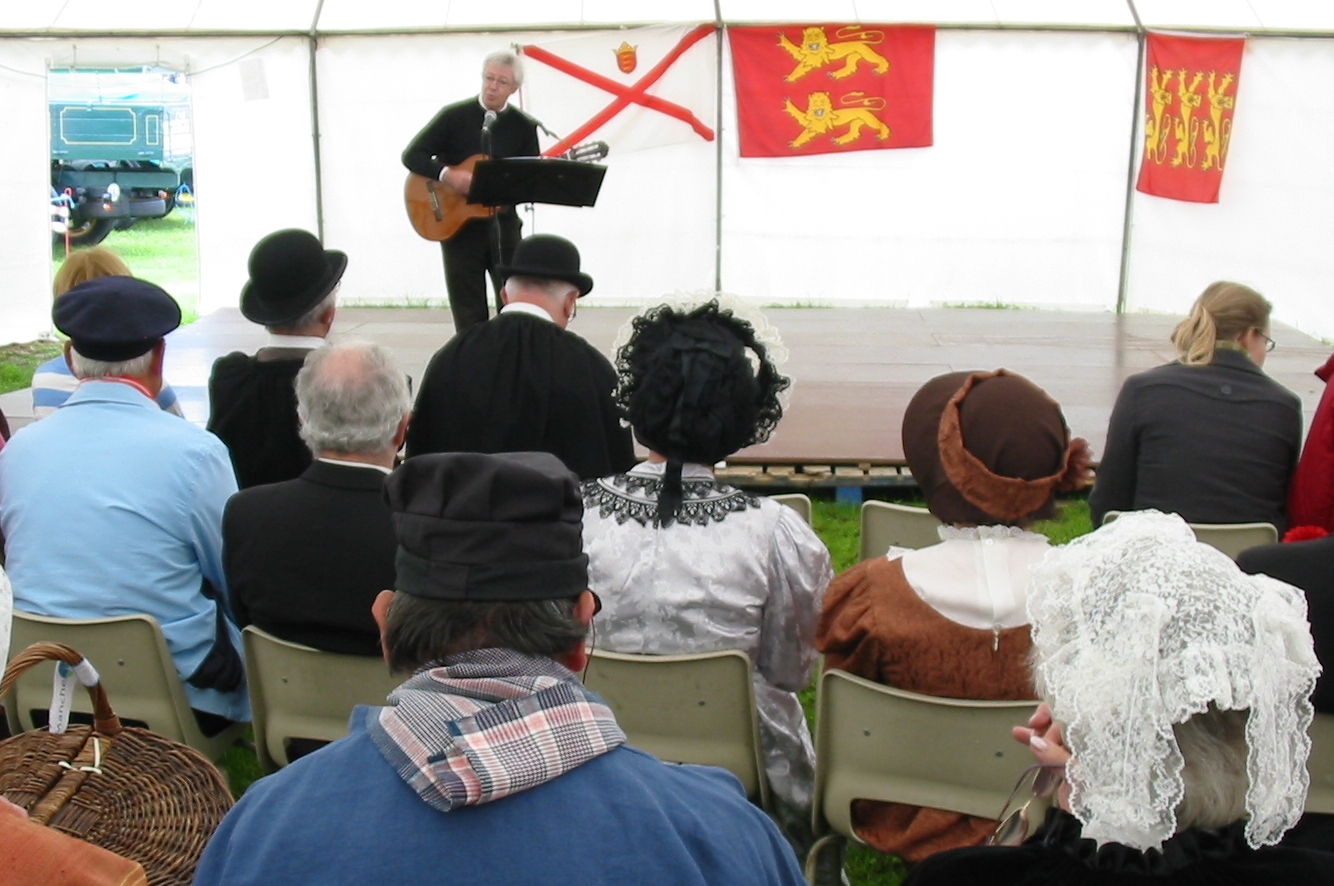
Vlaggen met twee en drie luipaarden tijdens een concert met Normandische muziek.
Vlag van Sark

## Ierland
Normandische symbolen zijn ook te zien in Ierland, door de invloed van Anglo-Normandische adellijke families die zich in de 12e en 13e eeuw in Ierland vestigden, na de Normandische invasie van Ierland.

Wapen van County Carlow
Wapen van Portlaoise met twee leeuwen passant en twee fleur-de-lys

## Saint-Pierre en Miquelon
Het wapen en de vlag van Normandië komen voor in het wapen en de onofficiële vlag van Saint-Pierre en Miquelon, een overzees gebiedsdeel van Frankrijk in Noord-Amerika. Ze symboliseren het Normandische erfgoed van de eilanden.

Vlag van Miquelon-Langlade
Vlag van Saint-Pierre en Miquelon
Wapen van Saint-Pierre en Miquelon